# 3682 Welther
3682 Welther (A923 NB) là một tiểu hành tinh vành đai chính được phát hiện ngày 12 tháng 7 năm 1923 bởi Karl Wilhelm Reinmuth ở đài thiên văn Heidelberg-Königstuhl.